# Isild Le Besco
Isild Le Besco (Parigi, 22 novembre 1982) è un'attrice, sceneggiatrice e regista francese.

## Biografia
È la terza dei cinque figli di Catherine Belkhodja, l'attrice e giornalista franco-algerina di origine cabila e turco-mongole. Suo padre, Patrick Le Besco, nato in Gran Bretagna, è di origine vietnamita. Sua sorella è l'attrice e regista Maïwenn Le Besco, mentre suoi fratelli sono il documentarista Jowan Le Besco, e l'attore Kolia Litscher.

## Carriera
Emmanuelle Bercot le affida il suo primo ruolo nel cortometraggio Les Vacances, selezionato al festival di Angers e a Cannes, cui segue il ruolo di un'adolescente nel suo film La Puce. Con il moltiplicarsi delle proposte cinematograficbe, Isild ha lasciato la scuola per dedicarsi soltanto al cinema e alla pittura.
Con Demi tarif le viene assegnato a 16 anni il premio della migliore sceneggiatura Junior. Ha realizzato suo film col sostegno e la partecipazione dei suoi fratelli e sorelle. La sua carriere prosegue alternando i ruoli da attrice, l'attività di sceneggiatrice e di regista. Ha creato la sua propria società di produzione, la Sangsho.
Ha vinto il Premio Marcello Mastroianni come migliore giovane attrice al Festival del Cinema di Venezia per il suo ruolo in L'intouchable di Benoît Jacquot, in cui recita la parte di una giovane attrice che sospende il suo lavoro a Parigi per andare alla ricerca di suo padre in India.
In Pas douce, presentato al Festival di Berlino, interpreta una giovane infermiera suicida sotto la direzione di Jeanne Waltz.
Nel febbraio 2024 si unisce alla denuncia collettiva di Anna Mouglalis e Judith Godrèche contro il regista Jacques Doillon che viene accusato di violenza fisica e psicologica. Le Besco dichiara di non essere ancora pronta a parlare pubblicamente delle violenze subite da parte di Benoît Jacquot. Due mesi più tardi pubblica Dire vrai, un testo autobiografico in cui viene raccontata la relazione con Jacquot. Nel maggio 2024 Isild Le Besco sporge denuncia contro Benoît Jacquot per violenza sessuale su minore di più di 15 anni.

## Filmografia

### Cinema
- Lacenaire, regia di Francis Girod (1990)
- La Puce, regia di Emmanuelle Bercot (1996)
- Les filles ne savent pas nager, regia di Anne-Sophie Birot (2000)
- Adieu Babylone, regia di Frédéric Frydmann (2000)
- Sade - Segui l'istinto (Sade), regia di Benoît Jacquot (2000)
- Adieu Babylone, regia di Raphaël Frydman (2001)
- Roberto Succo, regia di Cédric Kahn (2001)
- Un moment de bonheur, regia di Antoine Santana (2002)
- La Repentie, regia di Laetitia Masson (2002)
- Adolphe, regia di Benoît Jacquot (2002)
- Il costo della vita (Le Coût de la vie), regia di Philippe Le Guay (2003)
- À tout de suite, regia di Benoît Jacquot (2004)
- Backstage, regia di Emmanuelle Bercot (2005)
- La Ravisseuse, regia di Antoine Santana (2005)
- Camping sauvage, regia di Christophe Ali e Nicolas Bonilauri (2005)
- L'Intouchable, regia di Benoît Jacquot (2006)
- U, regia di Serge Elissalde e Grégoire Solotareff (2006) - voce
- Pas douce, regia di Jeanne Waltz (2007)
- Enfances, registi vari (2007)
- Je te mangerais, regia di Sophie Laloy (2009)
- The Good Heart - Carissimi nemici (The Good Heart), regia di Dagur Kári (2009)
- Deux de la Vague, regia di Emmanuel Laurent – documentario (2009)
- Au fond des bois, regia di Benoît Jacquot (2010)
- Manhattan Romance, regia di Tom O'Brien (2013)
- Una nuova amica (Une nouvelle amie), regia di François Ozon (2014)
- Le Dos rouge, regia di Antoine Barraud (2014)
- Les Brigands, regia di Pol Cruchten (2015)
- Mon roi - Il mio re (Mon roi), regia di Maïwenn (2015)
- La Belle Occasion, regia di Isild Le Besco e Nicolas Hidiroglou (2017)
- Un jour fille, regia di Jean-Claude Monod (2023)
- Ma famille chérie, regia di Isild Le Besco (2024)

### Televisione
- Le Choix d'Élodie, regia di Emmanuelle Bercot (1999)
- Il commissario Maigret, episodio La Maison du canal (2003)
- Petits mythes urbains – cortometraggio TV (2004)
- Princesse Marie, regia di Benoît Jacquot – miniserie TV (2004)

### Cortometraggi
- Cinématon #995, regia di Gérard Courant (1987)
- Place des Vosges, regia di Catherine Belkhodja (1991)
- Anniversaires, regia di Rosette (1997)
- Kub Valium, regia di Marine Ledu (1997)
- Les Vacances, regia di Emmanuelle Bercot (1997)
- Coquillettes, regia di Joséphine Flasseur (1997)
- Les amis de Ninon, regia di Rosette (1998)
- Des Anges, regia di Julien Leloup (2000)
- Quelqu'un vous aime (2003)
- Dans la forêt noire, regia di Joséphine Flasseur (2003)
- Cinématon #2944, regia di Gérard Courant (2016)

## Doppiatrici italiane
- Perla Liberatori in The Good Heart - Carissimi nemici, Mon roi - Il mio re
- Letizia Scifoni in Roberto Succo

## Teatro
- La Double inconstance di Marivaux al Théâtre National de Chaillot, diretto da Christian Colin (2007)

## Riconoscimenti
- Premio per la Migliore Sceneggiatura Junior al Festival del Film di Parigi per Demi-tarif
- Premio Stella d'oro – Rivelazione femminile per sua interpretazione in Sade
- Candidata per un 7 d'oro per Le Choix d'Elodie
- Candidatura al César della Migliore Speranza per Sade
- Premio Lumière della Migliore Speranza per Sade
- Candidatura al César della Migliore Speranza per Roberto Succo
- Premio Speciale della Giuria al Festival del Film Europeo di Angers per Demi-tarif
- Premio Procirep Primi Piani al Festival del Film Europeo di Angers per Demi-tarif
- Premio Speciale della Giuria del Festival di Seul per Demi-tarif
- Gran Premio della Giuria del Crossing Europe Festival di Linz per Demi-tarif
- Premio Marcello Mastroianni alla Mostra di Venezia 2006

## Libri
- Dire vrai, Éditions Denoël, 2024, 176 pp.